# 源師忠
源 師忠（みなもと の もろただ）は、平安時代後期の公卿。村上源氏、右大臣・源師房の四男。官位は正二位・大納言。壬生大納言または沢大納言と号した。

## 経歴
後冷泉朝の康平7年（1064年）元服し、従五位下・侍従に叙任される。治暦2年（1066年）従五位上・左近衛少将、治暦3年（1067年）正五位下・左近衛中将、治暦4年（1068年）には1年で3回昇叙されて正四位下と近衛次将を務めながら順調に昇進した。
延久元年（1069年）貞仁親王が春宮に立てられると師忠は春宮権亮に任ぜられ、延久4年（1072年）親王が践祚（白河天皇）すると、師忠は蔵人頭に補せられる。承保元年（1074年）参議に任ぜられ公卿に列すが、引き続き近衛中将を兼帯し、この間の承保2年（1075年）従三位次いで正三位、承保3年（1076年）従二位と昇叙された。
その後、承暦4年（1080年）権中納言、永保元年（1081年）正二位、応徳3年（1086年）権大納言と叙任され、康和2年（1100年）大納言に至る。嘉承元年（1106年）大納言を辞して政界を退いた。
永久2年（1114年） 9月25日または29日に薨去。享年61。最終官位は前大納言正二位。
歌人であり、『新古今和歌集』以下の勅撰和歌集に3首が入首。また和琴にも秀でていた。

## 官歴
『公卿補任』による。
- 康平7年（1064年） 3月10日：従五位下（元服日）。10月26日：侍従
- 治暦2年（1066年） 正月5日：従五位上（馨子内親王給）。2月8日：左近衛少将
- 治暦3年（1067年） 正月5日：正五位下（皇后宮御給）。2月6日：左近衛中将、兼美作介
- 治暦4年（1068年） 正月6日：従四位下。4月17日：従四位上（祐子内親王給）。11月9日：兼近江権介。11月21日：正四位下（悠紀）
- 延久元年（1069年） 4月28日：兼春宮権亮（立坊日、春宮・貞仁親王）
- 延久4年（1072年） 12月8日：蔵人頭（踐祚日）、止権亮
- 延久5年（1073年） 正月30日：兼備後権守
- 承保元年（1074年） 12月26日：参議、左近衛中将如元
- 承保2年（1075年） 正月5日：従三位（前坊権亮）。閏4月6日：正三位（造大極殿行事賞、源師房譲）。12月15日：右近衛中将[1]
- 承保3年（1076年） 10月24日：従二位（行幸大井川次、源師房譲）
- 承暦元年（1077年） 正月29日：止権守[1]。9月10日：服解（母）[2]
- 承暦2年（1078年） 正月20日：兼美作権守
- 承暦4年（1080年） 8月14日：権中納言（中将労）。8月22日：兼左衛門督
- 永保元年（1081年） 正月26日：正二位。12月17日：兼皇太后宮大夫（皇太后・藤原歓子）
- 応徳3年（1086年） 2月3日：兼検非違使別当。11月20日：権大納言、大夫如元
- 寛治7年（1093年） 2月22日：兼中宮大夫（立后日、中宮・篤子内親王）
- 承徳3年（1099年） 12月：兼按察使
- 康和2年（1100年） 7月17日：大納言、大夫按察使等如元
- 長治2年（1105年） 12月：辞按察使?[3]
- 嘉承元年（1106年） 12月23日：辞大納言[4]
- 永久2年（1114年） 9月25日[5]または29日[6]：薨去

## 系譜
注記のないものは『尊卑分脈』による。
- 父：源師房
- 母：藤原頼宗の娘
- 正妻：橘俊綱の娘
  - 男子：源師親（1083?-1111）[7]
  - 女子：輔仁親王室[8]
- 妻：源俊長の娘
  - 男子：源師隆（1075-1134）
- 妻：藤原良綱の娘
  - 男子：源師長
- 妻：源政長の娘[9]
  - 男子：寛遍（1100-1166）
- 生母不明の子女
  - 女子：染殿
  - 女子：源師時室
- 養子女
  - 男子：源師俊（1080-1142） - 実は源俊房の子